# Vaughn Bodé

Exempel på Bodés påverkan av graffitin, målning på tåg av Seen med en figur inspirerad av Bodé.

Vaughn Bodé, född 22 juli 1941 i Utica i New York, död 18 juli 1975, var en amerikansk serieskapare inom undergroundrörelsen. Han är känd för serier som Cheech Wizard, Deadbone Erotica och Junkwaffel.

## Vaughn Bodé och graffitimåleriet
Figurer och element från tecknade serier började bli vanligt i graffitimåleriet kring mitten av 1970-talet och användes från början för att lyfta fram bokstavsbilden och flankera den. Den serietecknare som har betytt mest för graffitimåleriet är Vaughn Bodé.

## Cheech Wizard och tecknad science fiction
Bodés seriefigurer, ödletrollkarlen Cheech Wizard, The Hat, hans flickbilder, hans svampar och fjärilar och science-fictionvärldar går i ett par decennier som en röd tråd genom graffitins illustrationer. Bodé illustrerade elva barnböcker och 45 tidskrifter samt bokomslag 1966–1969. Han utgav tillsammans med Robert Crumb det förmodligen första reguljära underground-seriemagasinet The Gothic Blimp 1968, skapade världar som Sunpot och Deadbone, fick serieetablissemangets utmärkelse Hugo 1969, tecknade för Galaxy, Cavalier, Swank och kom med sin Cartoon Concert till Louvren i Paris 1974. Samma år fick han The Yellow Kid Reward i Italien.

## Bodés betydelse
Bodés linje och runda former passade spraytekniken, det sensuella sf-innehållet som också har en morbid underton, provocerande och fräckt i ett nästan gulligt utförande - detta blev genast omåttligt populärt hos graffitimålare från 1970-talet och framåt, och än idag hyllas och används Bodé i graffitimålningar världen över. Och sambandet slutar inte där eftersom hans son Mark Bodé efter faderns bortgång har fortsatt med både tecknandet och graffitimåleriet.